# Восток штата Риу-Гранди-ду-Норти (мезорегион)

Восток штата Риу-Гранди-ду-Норти на карте.

Восток штата Риу-Гранди-ду-Норти (порт. Mesorregião do Leste Potiguar) — административно-статистический мезорегион в Бразилии, входит в штат Риу-Гранди-ду-Норти. Население составляет 1 532 717 человек (на 2010 год). Площадь — 6440,295 км². Плотность населения — 237,99 чел./км².

## Демография
Согласно сведениям, собранным в ходе переписи 2010 г. Национальным институтом географии и статистики (IBGE), население мезорегиона составляет:
| Полное население                            | Полное население                            | Полное население                            | Полное население                            | 1 532 717 |
| ------------------------------------------- | ------------------------------------------- | ------------------------------------------- | ------------------------------------------- | --------- |
| в том числе:                                | Городское население                         | 1 315 284                                   | Процент городского населения, %             | 85,81     |
|                                             | Сельское население                          | 217 433                                     | Процент сельского населения, %              | 14,19     |
|                                             | Мужское население                           | 738 539                                     | Процент мужского населения, %               | 48,18     |
|                                             | Женское население                           | 794 178                                     | Процент женского населения, %               | 51,82     |
| Плотность населения, чел/км²                | Плотность населения, чел/км²                | Плотность населения, чел/км²                | Плотность населения, чел/км²                | 237,99    |
| Население мезорегиона в % к населению штата | Население мезорегиона в % к населению штата | Население мезорегиона в % к населению штата | Население мезорегиона в % к населению штата | 48,38     |

## Статистика
- Валовой внутренний продукт на 2003 год составляет 7 323 227 359,00 реалов (данные: Бразильский институт географии и статистики).
- Валовой внутренний продукт на душу населения на 2003 год составляет 5273,74 реалов (данные: Бразильский институт географии и статистики).
- Индекс развития человеческого потенциала на 2000 год составляет 0,735 (данные: Программа развития ООН).

## Состав мезорегиона
В мезорегион входят следующие микрорегионы:
1. Макаиба
2. Натал
3. Литорал-Нордести
4. Литорал-Сул